# Heads Up!
Heads Up! è un album di Blue Mitchell, pubblicato dalla Blue Note Records nel 1968. Il disco fu registrato il 17 novembre 1967 al Van Gelder Studio di Englewood Cliffs, New Jersey (Stati Uniti).

## Tracce
Lato A
1. Heads Up! Feet Down! – 5:40 (Jimmy Heath)
2. Togetherness – 6:45 (Jimmy Heath)
3. The Folks Who Live on the Hill – 5:25 (Jerome Kern, Oscar Hammerstein II)

Lato B
1. Good Humor Man – 5:40 (Don Pickett)
2. Len Sirrah – 7:15 (Melba Liston)
3. The People in Nassau – 5:40 (Blue Mitchell)

Edizione CD del 2014, pubblicato dalla Blue Note Records
1. Heads Up! Feet Down! – 5:59 (Jimmy Heath)
2. Togetherness – 6:48 (Jimmy Heath)
3. The Folks Who Live on the Hill – 5:32 (Jerome Kern, Oscar Hammerstein II)
4. Good Humor Man – 5:38 (Don Pickett)
5. Len Sirrah – 7:19 (Melba Liston)
6. The People in Nassau – 5:39 (Blue Mitchell)
7. Togetherness – 6:34 (Jimmy Heath) – Bonus Track - Alternate Take
8. Good Humor Man – 5:14 (Don Pickett) – Bonus Track - Alternate Take

## Musicisti
- Blue Mitchell - tromba
- Burt Collins - tromba
- Julian Priester - trombone
- Junior Cook - sassofono tenore
- Jerry Dodgion - sassofono alto, flauto
- Pepper Adams - sassofono baritono
- McCoy Tyner - pianoforte
- Gene Taylor - contrabbasso
- Al Foster - batteria
- Jimmy Heath - arrangiamenti (brani: A1 e A2)
- Duke Pearson - arrangiamenti (brani: A3 e B3)
- Don Pickett - arrangiamenti (brano: B1)
- Melba Liston - arrangiamenti (brano: B2)